# 谜猪笼草
谜猪笼草（学名：Nepenthes aenigma）是菲律宾吕宋岛北伊羅戈省的两座独峰上特有的热带食虫植物，分布于海拔约1200米处。谜猪笼草特别喜生长于茂密植被的遮阴下。其与伯克猪笼草（N. burkei）和葫芦猪笼草（N. ventricosa）相似。
2002年4月，鸟类学家赫尔曼·尼提曼（Herman Nuytemans）首先发现谜猪笼草，但十年后才在野外重新发现。在被正式描述前，该物种都以吕宋岛猪笼草（Nepenthes sp. Luzon）指代。。
其种加词“aenigma”来源于拉丁文“enigma”，意为“谜”，指代该物种喜生长于茂密植被遮阴下的“特殊生态偏好”。